# Leichtathletik-Europameisterschaften 1986/800 m der Frauen

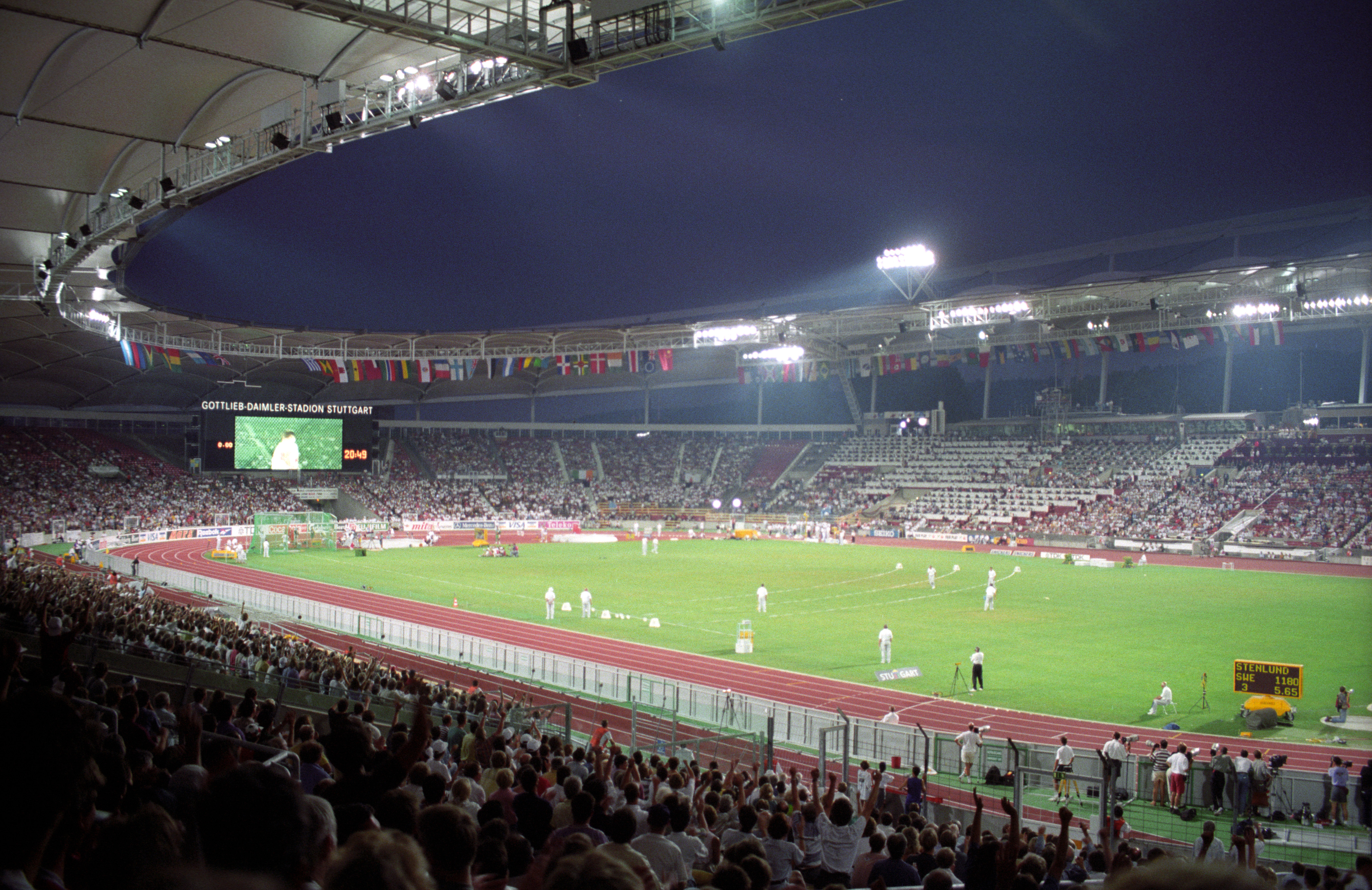
Das Stuttgarter Neckarstadion (heute MHPArena) bei den Leichtathletik-Weltmeisterschaften 1993

Der 800-Meter-Lauf der Frauen bei den Leichtathletik-Europameisterschaften 1986 wurde vom 26. bis 28. August 1986 im Stuttgarter Neckarstadion ausgetragen.
In diesem Wettbewerb errangen die sowjetischen Läuferinnen mit Gold und Bronze zwei Medaillen. Europameisterin wurde die Olympiasiegerin von 1980 Nadija Olisarenko. Sie gewann vor Sigrun Wodars aus der DDR. Bronze ging an Ljubow Gurina.

## Bestehende Rekorde
| Weltrekord           | 1:53,28 min | Jarmila Kratochvílová | München, BR Deutschland | 26. Juli 1983     |
| Europarekord         | 1:53,28 min | Jarmila Kratochvílová | München, BR Deutschland | 26. Juli 1983     |
| Meisterschaftsrekord | 1:55,41 min | Olga Minejewa         | EM Athen, Griechenland  | 8. September 1982 |

Der bestehende EM-Rekord wurde bei diesen Europameisterschaften nicht erreicht. Die schnellste Zeit erzielte die sowjetische Europameisterin Nadija Olisarenko im Finale mit 1:57,15 min, womit sie 1,74 s über dem Rekord blieb. Zum Welt- und Europarekord fehlten ihr 3,87 s.

## Vorrunde
26. August 1982
Die Vorrunde wurde in drei Läufen durchgeführt. Die ersten fünf Athletinnen pro Lauf – hellblau unterlegt – sowie die darüber hinaus zeitschnellste Läuferinnen – hellgrün unterlegt – qualifizierten sich für das Halbfinale.
Von den siebzehn Teilnehmerinnen dieser Vorrunde qualifizierte sich nur eine einzige nicht für die nächste Runde. Eine echte Ausscheidung gab es nur in den ersten beiden Vorläufen mit je sechs Athletinnen. von denen die Läuferin mit der schwächsten Zeit nicht weiterkam. Die Teilnehmerinnen des dritten Vorlaufs mussten lediglich das Ziel erreichen, um damit automatisch im Halbfinale dabei zu sein. Ein Verzicht auf die Vorläufe wäre sinnvoll und problemlos möglich gewesen, die siebzehn Starterinnen hätten ohne Vorrunde in zwei Läufen mit dem Halbfinale in den Wettbewerb einsteigen können.

### Vorlauf 1
| Platz | Name             | Nation         | Zeit (min) |
| ----- | ---------------- | -------------- | ---------- |
| 1     | Ljubow Gurina    | Sowjetunion    | 2:00,22    |
| 2     | Gaby Bußmann     | BR Deutschland | 2:00,27    |
| 3     | Sigrun Wodars    | DDR            | 2:00,28    |
| 4     | Mitica Junghiatu | Rumänien       | 2:00,35    |
| 5     | Shireen Bailey   | Großbritannien | 2:00,41    |
| 6     | Kaisa Siitonen   | Finnland       | 2:06,37    |

### Vorlauf 2
| Platz | Name                | Nation           | Zeit (min) |
| ----- | ------------------- | ---------------- | ---------- |
| 1     | Diane Edwards       | Großbritannien   | 2:03,59    |
| 2     | Milena Strnadová    | Tschechoslowakei | 2:03,59    |
| 3     | Ljubow Kirjuchina   | Sowjetunion      | 2:03,65    |
| 4     | Rosa-Maria Colorado | Spanien          | 2:03,74    |
| 5     | Christine Wachtel   | DDR              | 2:03,81    |
| 6     | Violeta Beclea      | Rumänien         | 2:04,86    |

### Vorlauf 3
| Platz | Name               | Nation           | Zeit (min) |
| ----- | ------------------ | ---------------- | ---------- |
| 1     | Nadija Olisarenko  | Sowjetunion      | 2:02,12    |
| 2     | Gabriela Sedláková | Tschechoslowakei | 2:02,57    |
| 3     | Slobodanka Čolović | Jugoslawien      | 2:02,59    |
| 4     | Lorraine Baker     | Großbritannien   | 2:02,62    |
| 5     | Régine Berg        | Belgien          | 2:02,67    |

## Halbfinale
27. August 1982, 20:30 Uhr
In den beiden Halbfinalläufen qualifizierten sich die jeweils ersten vier Athletinnen – hellblau unterlegt – für das Finale.

### Lauf 1

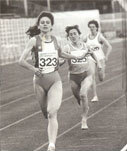
Als Siebte ihres Halbfinallaufs erreichte Slobodanka Čolović nicht das Finale

| Platz | Name                | Nation           | Zeit (min) |
| ----- | ------------------- | ---------------- | ---------- |
| 1     | Ljubow Gurina       | Sowjetunion      | 1;59,66    |
| 2     | Milena Strnadová    | Tschechoslowakei | 2:00,02    |
| 3     | Mitica Junghiatu    | Rumänien         | 2:00,02    |
| 4     | Christine Wachtel   | DDR              | 2:00,36    |
| 5     | Shireen Bailey      | Großbritannien   | 2:00,50    |
| 6     | Lorraine Baker      | Großbritannien   | 2:02,03    |
| 7     | Slobodanka Čolović  | Jugoslawien      | 2:02,59    |
| 8     | Rosa-Maria Colorado | Spanien          | 2:05.56    |

### Lauf 2

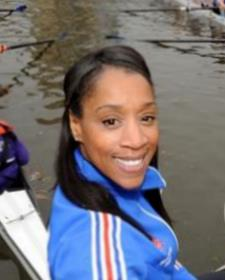
Diane Edwards schied als Sechste ihres Halbfinalrennens aus

| Platz | Name               | Nation           | Zeit (min) |
| ----- | ------------------ | ---------------- | ---------- |
| 1     | Sigrun Wodars      | DDR              | 1:58,26    |
| 2     | Nadija Olisarenko  | Sowjetunion      | 1:58,70    |
| 3     | Gaby Bußmann       | BR Deutschland   | 1:58,97    |
| 4     | Ljubow Kirjuchina  | Sowjetunion      | 1:59,05    |
| 5     | Gabriela Sedláková | Tschechoslowakei | 2:00,61    |
| 6     | Diane Edwards      | Großbritannien   | 2:00,84    |
| 7     | Régine Berg        | Belgien          | 2:02,05    |
| 8     | Violeta Beclea     | Rumänien         | 2:08,25    |

## Finale

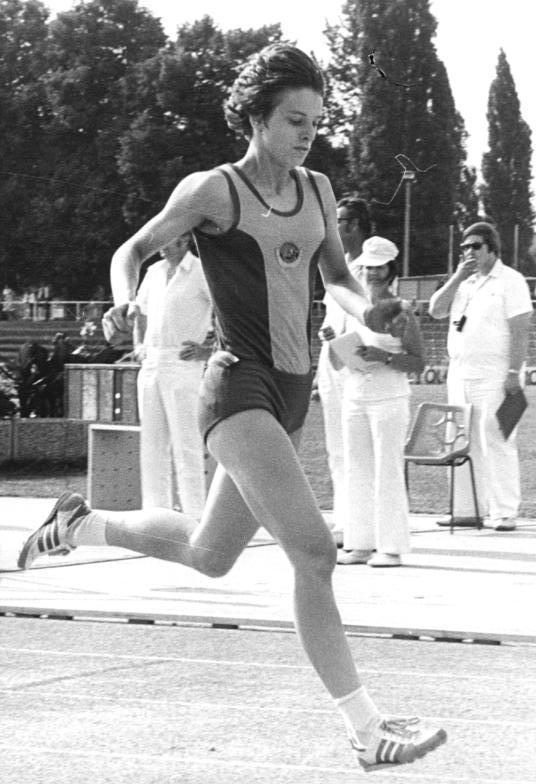
Silbermedaillengewinnerin Sigrun Wodars – sie siegte bei den kommenden Weltmeisterschaften, Olympischen Spielen und Europameisterschaften
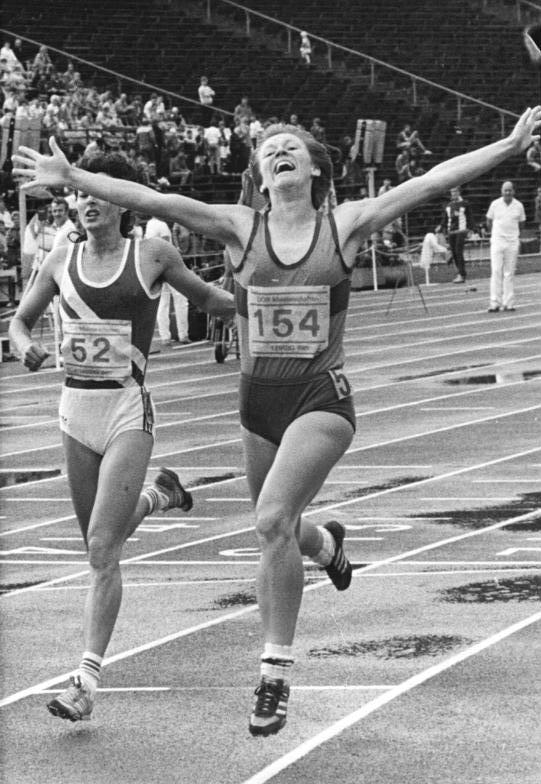
Rang acht für Christine Wachtel in diesem Finale – sie war bei den nächsten großen internationalen Meisterschaften jeweils Zweite hinter Sigrun Wodars

28. August 1982, 19:40 Uhr
| Platz | Name              | Nation           | Zeit (min) |
| ----- | ----------------- | ---------------- | ---------- |
| 1     | Nadija Olisarenko | Sowjetunion      | 1:57,15    |
| 2     | Sigrun Wodars     | DDR              | 1:57,42    |
| 3     | Ljubow Gurina     | Sowjetunion      | 1:57,73    |
| 4     | Gaby Bußmann      | BR Deutschland   | 1:58,57    |
| 5     | Milena Strnadová  | Tschechoslowakei | 1:58,89    |
| 6     | Mitica Junghiatu  | Rumänien         | 1:59,22    |
| 7     | Ljubow Kirjuchina | Sowjetunion      | 1:59,67    |
| 8     | Christine Wachtel | DDR              | 2:00,02    |

## Videolinks
- 91 European Track and Field 1986 800m Women, www.youtube.com, abgerufen am 16. Dezember 2022
- 279 – 800 m, www.youtube.com, abgerufen am 16. Dezember 2022